# Malta Challenger 1995
Il Malta Challenger 1995 è stato un torneo di tennis facente parte della categoria ATP Challenger Series nell'ambito dell'ATP Challenger Series 1995. Il torneo si è giocato a Sliema in Malta dal 1 al 7 maggio 1995 su campi in cemento.

## Vincitori

### Singolare
Adrian Voinea ha battuto in finale  Ján Krošlák con il punteggio di 6–3, 6–4

### Doppio
Marius Barnard /  Lionnel Barthez hanno battuto in finale  Patrick Baur /  Tomáš Anzari con il punteggio di 7–5, 6–3